# SpOlu
SpOlu je šestým studiovým albem českého písničkáře Tomáše Kluse, který nahrávku vytvořil s Cílovou skupinou. Album je věnované lásce ve všech podobách. Vydáno bylo 7. září 2018 v exkluzivní distribuci Supraphonu. Nahrávání probíhalo ve studiu ArtDock Marka Štiftera v únoru 2018.

## O albu
Album SpOlu uvedl první singl „A pak“, který nazpíval Tomáš Klus společně se svou manželkou Tamarou.
Následován písní „Tichá voda“.
Album obsahuje výlety do různých hudebních stylů a jeho hlavním poselstvím je poznání, že mluvit spolu a milovat jsou nejcennější okamžiky v životě. Pro album je charakteristický princip kruhu, který se promítl i do designu výpravného bookletu.
Na albu se kromě Tomáše Kluse a Cílové skupiny (ve stabilním složení Jiří Kučerovský, Jan Lstibůrek a Petr Škoda) také podílela Tamara Klusová a Jan Jelen.

## Seznam skladeb
1. Malý vítr
2. Tichá voda
3. OníTi
4. Mořeplavci
5. Víla
6. Potušení
7. Karavan
8. Apak
9. Alfréd
10. Dobrodružce
11. Masám
12. Haruki
13. Achjo
14. Vool
15. První doba popovodní
16. Hlasymse
17. Podivín
18. SvětloAtma
19. Tuponi
20. Muži se ženou
21. Flusnu (BONUS track)

## Turné Tomáše Kluse a Cílové skupiny – SPOLU
Nové skladby má Tomáš Klus a Cílová skupina v plánu představit naživo na podzimním turné v následujících termínech:
- 30. 10. Brno, Semilasso
- 01. 11. Brno, Semilasso
- 07. 11. Ústí nad Labem, Kulturní středisko města Ústí nad Labem
- 08. 11. Liberec, Dům kultury Liberec
- 12. 11. Hradec Králové, KD Aldis
- 14. 11. Tábor, Hotel Palcát
- 17. 11. Praha, Forum Karlín
- 20. 11. Ostrava, Dům kultury města Ostravy
- 21. 11. Ostrava, Dům kultury města Ostravy
- 26. 11. Plzeň, DEPO 2015
- 28. 11. Olomouc, Výstaviště Flora
- 30. 11. Hluk
- 04. 12. České Budějovice, Výstaviště České Budějovice